# 오창중학교
오창중학교(梧倉中學校)는 대한민국 충청북도 청주시 청원구 오창읍 창리에 있는 공립 중학교이다.

## 학교 연혁
- 1954년 5월 24일 : 오창중학교 설립 인가(3학급)
- 1954년 8월 5일 : 제1회 입학식
- 1954년 8월 23일 : 초대 민정식 교장 취임
- 1957년 3월 3일 : 제1회 졸업식(졸업생 67명)
- 1982년 1월 5일 : 오창중학교 가좌분교장 설립 인가
- 1991년 3월 1일 : 오창중학교 가좌분교장 본교로 통폐합 인가
- 2004년 8월 14일 : 급식소 준공
- 2012년 11월 20일 : 학교도서관 리모델링 개관
- 2017년 6월 27일 : 교실 증축 준공식
- 2019년 12월 12일 : 목령관(강당) 준공
- 2024년 3월 1일 : 제31대 김주승 교장 부임
- 2024년 3월 4일 : 입학식

## 참고 자료
- 오창중학교 - 한국교육학술정보원 학교알리미